# Silao (Guanajuato)
Silao (Guanajuato) é um município do estado de Guanajuato, no México. Suas área de produtividade são agrícultura e industrial. Em sua origem era chamado em idioma  náhuatl Tzinacua, que se traduz como "lugar de humaredas", nome derivado da quantidade de águas termais que a rodeam. Em otomí seu nome é Tsinäkua, que significa também 'lugar de nevoeiro denso".

## História
No local onde agora está Silao, havia uma aldeia Otomi que foi conquistada pelo Tzinacua tarasco foi chamado, que em espanhol significa "local de densa neblina" no lugar de Comanjilla, suas águas termais com colunas de vapor que saia. Então o nome foi mudado para 'Sinaua', o que significa "sem água", então 'Silagua' para enfim ser de Silao. Em 3 de fevereiro de 1833 o povoado local recebeu o título de vila. E a 12 de julho de 1861, passou à categoria de cidade com o nome hoje detém, Silao de la Victoria.

## Geografia
Silao está localizada na região noroeste I, ocupando a décima posição, acordo com esta organização regional, faz parte da sede do concelho, está situado a 100° 25' 59' de longitude oeste do  e 20° 56' 24' de latitude norte do meridiano de Greenwich. A altura acima do nível do mar é 1.780 metros.

### Extensão
A área total do município é de 531.41 quilômetros quadrados, equivalente a 1,76% do total do estado. Ao norte e ao leste faz fronteira com o a cidade de Guanajuato, a sul com Irapuato, no sudeste com Romita, e a oeste com León.

### Topografia
Seu território é quase plano, formado pela região denominada Bajío, um altiplano localizado no centro do país, entre as suas poucas elevações é o monte Cubilete, cuja altura é de 2,570 metros acima do nível do mar, e é considerado o centro geográfico do país.

### Hidrografia
O rio Silao, está na maior parte do território municipal e sua trajetória é alimentado com afluentes dos rios Magueyes, Pascal, Hondo, e o Tigre e Gigante, que é seu principal afluente. Dentro do município há alguns rios importantes, como água Zarca, San Francisco, El Paraíso, Pabileros e Águas Buenas.

### Clima
O clima do município é semi-quente na maior parte do território, com chuvas  intensas no verão e uma temperatura média anual de 18 °C, e pode atingir temperaturas máximas de até 24 °C em maio, e uma mínima de 15 °C em dezembro e janeiro. Mas no noroeste, o clima varia de semi-seco, com uma temperatura que prevalece superior a 18 °C. Sua precipitação média anual varia de 600 a 800 mm.

## Principais Ecossistemas

### Flora
As espécies predominantes no município são a grama azul, muhly grama vermelha, três barbudos, touro bandeira, shaggy, raposa, filiformes e granular cimento, grama, búfalo, capim-limão, vetiver, lanoso, houndstooth, bluestem prata, amor, trançado escuro seta, madrugador, bem como outras espécies, como , groselha, tepame, pau doce, pau branco, unha de gato, algaroba, huisache, pastagem e Floresta decídua temperada.

### Fauna
A fauna é constituída predominantemente roedores, como coelhos, lebres, esquilos e texugos, aves como codorna, águia, falcão, o abutre, patos e gaviões, herbívoros, como veados e cervos.

### Classificação e Uso da Terra
A estrutura do solo do município é blocoso ou subangulares e consistência de friável a muito firme, sua textura é média argilosa com um pH de 6,4-8,9, de origem coluvial para Inchu aluviais.

## Demografia

### Grupos Étnicos
A presença indígena é limitada a 203 pessoas em Silao, o que representam 0,15% da população total do município, os índios tem como principais línguas faladas estão os mazahuas e nahuatl. Com base nos resultados apresentados no segundo censo da População e Habitação de 2005, feito pelo INEGI, no município vive  um total de 187 pessoas que falam uma língua indígena.

### Evolução Demográfica
Até o ano de 2000 Silao tinha 134.337 habitantes, dos quais 48,8% eram homens e 51,2% mulheres. O município tem uma densidade de 250 habitantes por quilómetro quadrado, e uma taxa de crescimento populacional de 1,6% em média anual. De acordo com os resultados apresentados no segundo censo da População e Habitação de 2005, a cidade tem um total de 147.123 habitantes.

### Religião
No município de Silao 95,8% das pessoas até o ano de 2000, eram católicos, e 1,8% eram protestantes e evangélicos, 1,4% da população possuía outras associações religiosas e os outros 1% não têm religião específica.